# Rankine-Hugoniot-Bedingung
Die Rankine-Hugoniot-Bedingung oder auch Rankine-Hugoniot-Gleichung (nach William John Macquorn Rankine und Pierre-Henri Hugoniot) beschreibt das Verhalten von Stoßwellen durch eine eindimensionale hyperbolische Erhaltungsgleichung:
{\displaystyle u_{t}+f(u)_{x}=0}
mit
- der Geschwindigkeit {\displaystyle u}.

Gegeben zwei Zustände {\displaystyle u_{L}} und {\displaystyle u_{R}} links und rechts eines Stoßes, besagt die Bedingung, dass die Stoßgeschwindigkeit {\displaystyle s} die Gleichung
{\displaystyle f(u_{L})-f(u_{R})=s\cdot (u_{L}-u_{R})}
erfüllt. Im Falle einer skalaren Gleichung {\displaystyle \left(u\in \mathbb {R} ^{1}\right)} liefert dies direkt die Stoßgeschwindigkeit
{\displaystyle \Leftrightarrow s={\frac {f(u_{L})-f(u_{R})}{u_{L}-u_{R}}}}.
Bei Systemen mit {\displaystyle u\in \mathbb {R} ^{n};\,n\geq 2} ist die Situation schwieriger.
- Im Falle einer linearen Gleichung {\displaystyle u_{t}+A\cdot u_{x}=0} ergibt sich die Bedingung, dass die Stoßgeschwindigkeit ein Eigenwert der Matrix {\displaystyle A} sein muss und die Differenz {\displaystyle u_{L}-u_{R}} der Zustände ein Eigenvektor von {\displaystyle A}. Dies ist nicht immer möglich, was dann bedeutet, dass diese Zustände durch eine Sequenz von Unstetigkeiten verbunden sind.
- Dies kann auch auf nichtlineare Gleichungen angewandt werden, wobei dann zu beachten ist, dass sich hier die Stoßgeschwindigkeiten mit der Zeit ändern.

Umgekehrt bezeichnet man bei Systemen die Menge der Zustände, die mit einem gegebenen festen Zustand durch einen einzigen Stoß verbunden werden können, als Hugoniot-Lokus.

## Beispiele

### Advektionsgleichung in 1D
Eine sehr einfache Erhaltungsgleichung ist gegeben durch den skalaren Fluss:
{\displaystyle f\colon \mathbb {R} \to \mathbb {R} ,x\mapsto ax\quad {\textrm {mit}}\;a\in \mathbb {R} .}
Die Sprungbedingung ergibt somit sofort: {\displaystyle s=a}.

### Burgersgleichung in 1D
Die Burgersgleichung ist definiert über den folgenden Fluss:
{\displaystyle f\colon \mathbb {R} \to \mathbb {R} ,x\mapsto {\frac {1}{2}}x^{2}.}
Die Sprungbedingung ergibt somit: {\displaystyle s={\frac {u_{L}+u_{R}}{2}}}.

### Euler-Gleichungen
Im Falle der Euler-Gleichungen ergeben sich spezielle Beziehungen. Elimination der Geschwindigkeit führt auf:
{\displaystyle 2\cdot \left(h_{R}-h_{L}\right)=\left(p_{R}-p_{L}\right)\cdot \left({\frac {1}{\rho _{L}}}+{\frac {1}{\rho _{R}}}\right)}
mit
- dem Druck {\displaystyle p}
- der Dichte {\displaystyle \rho }
- der spezifischen Enthalpie {\displaystyle h={\frac {p}{\rho }}+e}. Das wird als hugoniotsche Adiabate bezeichnet (s. u.)
  - der inneren Energie pro Masse (spezifische Größe) {\displaystyle e}

Wird nun die Zustandsgleichung für das ideale Gas verwendet:
{\displaystyle p=\rho \cdot (\kappa -1)\cdot e}
mit
- dem Adiabatenexponenten {\displaystyle \kappa },

so ergibt sich
{\displaystyle \Rightarrow {\frac {p_{L}}{p_{R}}}={\frac {(\kappa +1)-(\kappa -1)\cdot {\frac {\rho _{R}}{\rho _{L}}}}{(\kappa +1)\cdot {\frac {\rho _{R}}{\rho _{L}}}-(\kappa -1)}}\quad \Leftrightarrow \quad {\frac {\rho _{L}}{\rho _{R}}}={\frac {p_{L}\cdot (\kappa +1)+p_{R}\cdot (\kappa -1)}{p_{L}\cdot (\kappa -1)+p_{R}\cdot (\kappa +1)}}}.
Da die Drücke stets positiv sind, folgt daraus für das Dichteverhältnis:
{\displaystyle \Rightarrow {\frac {\rho _{R}}{\rho _{L}}}\leq {\frac {\kappa +1}{\kappa -1}}}
Für Luft mit {\displaystyle \kappa \approx 1{,}4} beträgt das maximale Dichteverhältnis ungefähr 6. Dieses Ergebnis ist anschaulich nachvollziehbar, da eine Zunahme des Drucks auch zu einer Temperaturzunahme führt, die der Dichtezunahme teilweise entgegenwirkt. Während die Stoßstärke (der Überdruck) beliebig groß werden kann, erreicht das Dichteverhältnis also einen endlichen Grenzwert.
Allerdings kann hohe Temperatur bei starken Stößen zur Dissoziation oder sogar zur Ionisation und damit zur Zunahme der thermodynamischen Freiheitsgrade und damit wiederum zu einem kleineren Wert von {\displaystyle \kappa } führen. Daher kann in realen Gasen die Obergrenze für das Dichteverhältnis wesentlich höher sein als in idealem Gas.
Die ersten beiden Erhaltungssätze folgen aus den Eulergleichungen bzw. führen zu diesen. Mit ihnen können die Sprungbedingungen für die Geschwindigkeit und die Dichte (bzw. den Druck) an der Stoßfront dargestellt werden. Die zentrale Idee von Rankine und Hugoniot war nun die Nutzung des dritten Erhaltungssatzes (der Energieerhaltung), um damit eine Sprungbedingung für die Entropie zu formulieren. Diese ist an der Stoßfront unstetig:
{\displaystyle S_{1}-S_{0}>0}.
Daraus folgt, dass eine Stoßwelle kein adiabatischer (oder isentroper) Prozess mehr ist, sondern die Enthalpieänderung auch eine Entropiekomponente enthält (hugoniotsche Adiabate, auch als Stoßadiabate bekannt):
{\displaystyle {\rm {d}}H=\int _{1}^{2}{\frac {{\rm {d}}p}{\rho }}+T\cdot {\rm {d}}S}
im Gegensatz zu
{\displaystyle {\rm {d}}H=\int _{1}^{2}{\frac {{\rm {d}}p}{\rho }}}
für eine rein adiabatische Verdichtung.